# تپه ترسه بلاغ ۱۱
تپه ترسه بلاغ ۱۱ مربوط به هزاره اول قبل از میلاد است و در شهرستان اشنویه، بخش مرکزی، دهستان دشت بیل، روستای ترسه بلاغ واقع شده و این اثر در تاریخ ۲۸ شهریور ۱۳۸۶ با شمارهٔ ثبت ۱۹۶۰۵ به‌عنوان یکی از آثار ملی ایران به ثبت رسیده است.